# Liste der Baudenkmale in Marienhafe
Die Liste der Baudenkmale in Marienhafe enthält die nach dem Niedersächsischen Denkmalschutzgesetz geschützten Baudenkmale in der ostfriesischen Gemeinde Marienhafe. Die Quelle der Baudenkmale ist der Denkmalatlas Niedersachsen. Der Stand der Liste ist der 1. April 2024.

## Allgemein
In den Spalten befinden sich folgende Informationen:
- Lage: die Adresse des Baudenkmales und die geographischen Koordinaten. Kartenansicht, um Koordinaten zu setzen. In der Kartenansicht sind Baudenkmale ohne Koordinaten mit einem roten Marker dargestellt und können in der Karte gesetzt werden. Baudenkmale ohne Bild sind mit einem blauen Marker gekennzeichnet, Baudenkmale mit Bild mit einem grünen Marker.
- Bezeichnung: Bezeichnung des Baudenkmales
- Beschreibung: die Beschreibung des Baudenkmales. Unter § 3 Abs. 2 NDSchG werden Einzeldenkmale und unter § 3 Abs. 3 NDSchG Gruppen baulicher Anlagen und deren Bestandteile ausgewiesen.
- ID: die Objekt-ID des Baudenkmales
- Bild: ein Bild des Baudenkmales, ggf. zusätzlich mit einem Link zu weiteren Fotos des Baudenkmals im Medienarchiv Wikimedia Commons. Wenn man auf das Kamerasymbol klickt, können Fotos zu Baudenkmalen aus dieser Liste hochgeladen werden:

## Marienhafe
| Lage                                       | Bezeichnung                              | Beschreibung | ID       | Bild           |
| ------------------------------------------ | ---------------------------------------- | --- | -------- | -------------- |
| Am Markt 16 53° 31′ 24″ N, 7° 16′ 18″ O    | Wohnhaus                                 | Giebelständiges Wohnhaus aus erster Hälfte 19. Jh., Straßengiebel abgewalmt. | 34671159 |                |
| Am Markt 20 53° 31′ 25″ N, 7° 16′ 23″ O    | Gemeindehaus                             | Erbaut 1863, 1-gesch. Backsteinbau unter Satteldach, übergiebeltes Eingangsportal a. Wandpfeilern, m. Sandsteinsockel und Kapitellen, an Rückseite Flachdachanbau. | 34670777 |                |
| Am Markt 25 53° 31′ 22″ N, 7° 16′ 20″ O    | St. Marien                               | Ehem. größte Kirche Ostfrieslands, erbaut 1250/60 als kreuzförmiger Backsteinbau mit mächtigem 6-geschoss. Westturm. 1829 Teilabbruch: Mittelschiff und Turm verkleinert erhalten. | 34670801 | Weitere Bilder |
| Am Markt 25 53° 31′ 22″ N, 7° 16′ 22″ O    | St. Marien (Friedhof)                    | | 34670830 |                |
| Am Markt 25 53° 31′ 22″ N, 7° 16′ 24″ O    | St. Marien (Kirchwurt)                   | | 34671274 |                |
| Am Markt 25 53° 31′ 24″ N, 7° 16′ 24″ O    | Kriegerdenkmal                           | Aus Feldsteinen u. Findlingen errichtetes Halbrund mit Sandsteinaufsatz. An der Stirnseite eingelassene bzw. aufgestellte Namenstafeln der Gefallenen der beiden Weltkriege. | 34670755 |                |
| Am Markt 26 53° 31′ 23″ N, 7° 16′ 19″ O    | "Haus Dieker" Schmiede                   | 1-gesch. Backsteinbau unter Satteldach. Traufseite mit 8-achsiger Querdiele, Straßenseite u. Giebel neu aufgemauert. Um 1900. | 34670855 |                |
| Am Markt 27 53° 31′ 24″ N, 7° 16′ 21″ O    | Wohn-/ Wirtschaftsgebäude                | 1-gesch. Backsteinbau unter Satteldach. Wohnteil gut erhalten, Wirtschaftsteil umgenutzt und erneuert. 1. Hälfte 19. Jh. | 34670878 |                |
| Am Olldiek 34 53° 31′ 16″ N, 7° 16′ 14″ O  | Bahnhof Marienhafe                       | Empfangsgebäude und Stellwerk des Bahnhofs Marienhafe. Traufständiges, zweigeschossiges und vierachsiges Hauptgebäude mit eingeschossigem, zweiachsigem Anbau im Südosten und roten Krüppelwalmdächern. Weiß gestrichener, verputzter Massivbau. Gliederungselemente und Sockel in rotem Klinker abgesetzt. Im Westen der nördlichen Traufseite ein übergiebelter Risalit mit Zugang zum OG. Wartesaal, gleisseitig über einen kleinen Vorraum erschlossen. Bauzeitliche Binnenstruktur und Teile der wandfesten Ausstattung erhalten. Fenster- und Haustürenbestand zwischenzeitlich erneuert. In eingeschossigem, klinkersichtigem Flachdachanbau (am gleisseitigen Anbau)das historische Stellwerk. Aus zweiter Hälfte 20. Jh. stammender Gebäudeteil ersetzt ein Holzgebäude, in dem das Stellwerk bauzeitlich untergebracht war. | 50646411 | BW             |
| Burgstraße 3 53° 31′ 26″ N, 7° 16′ 21″ O   | Gulfhaus                                 | Wohnteil mit übergiebeltem Eingangsportal auf Wandpfeilern mit Sandsteinsockel und Kapitellen. Guter Erhaltungszustand. 1864. | 34670900 |                |
| Kronstraße 13 53° 31′ 27″ N, 7° 16′ 18″ O  | Wohnhaus                                 | 1-gesch. giebelständiger Backsteinbau unter Satteldach. Traufwände z. T. im Klosterformat. 1. Hälfte 19. Jh.; Straßengiebel um 1900 erneuert. | 34670976 |                |
| Kronstraße 23 53° 31′ 30″ N, 7° 16′ 17″ O  | Wohnhaus                                 | Traufständiger 1-gesch. Putzbau. 5-achsige Straßenfront übermalt. 1818. An Rückseite abgeschleppter Stallanbau. | 34670997 |                |
| Mühlenloog 5 53° 31′ 10″ N, 7° 16′ 35″ O   | Müllerhaus                               | Gut erhaltener Backsteinbau mit Blockrahmen- und Schiebefenstern. Giebel in Dreiecksmauerung. 1821. | 34671041 | BW             |
| Mühlenloog 7 53° 31′ 9″ N, 7° 16′ 34″ O    | Scheweling'sche Windmühle                | 3-gesch. Galerieholländer. Rumpf in Backstein auf oktogonalem Grundriss. Aufbau reetgedeckt. Flügel und Windrose erhalten. 1821 erbaut, 1980 renoviert. | 34671064 |                |
| Mühlenloog 7 53° 31′ 9″ N, 7° 16′ 35″ O    | Scheweling'sche Windmühle (Magazinanbau) | | 34671249 | BW             |
| Rosenstraße 6 53° 31′ 18″ N, 7° 16′ 27″ O  | Hotel (Zur Waage)                        | 6-achsiger, 2-gesch. Backsteinbau unter Halbwalmdach. Stark ausgeprägtes Ortgang- und Traufgesims. Blockrahmen im OG überwiegend erhalten. Mitte 19. Jh. | 34671088 |                |
| Rosenstraße 8 53° 31′ 18″ N, 7° 16′ 28″ O  | Hotel (Zur Post)                         | 1-gesch. 7-achsiger Putzbau unter Satteldach. Mittiger Eingang mit Sandsteintreppe u. Gußgeländer. Fenster überwiegend erhalten. Um 1880. | 34671112 |                |
| Rosenstraße 20 53° 31′ 15″ N, 7° 16′ 33″ O | Wohn-/ Wirtschaftsgebäude                | 1-gesch. Backsteinbau unter Krüppelwalmdach. Giebelseitige Erschließung. 1833. Umgebaut für gewerbliche Zwecke. | 34671137 |                |

## Tjüche
| Lage                                        | Bezeichnung       | Beschreibung | ID       | Bild           |
| ------------------------------------------- | ----------------- | --- | -------- | -------------- |
| Burgstraße 38 a 53° 31′ 39″ N, 7° 16′ 19″ O | Tjücher Windmühle | Galerieholländer mit Unterbau in Backstein auf oktogonalem Grundriss. Aufbau reetgedeckt. Kappe mit Flügeln und Windrose erhalten. 1896. Lageranbau im Süden. | 34670925 | Weitere Bilder |